# Slipmat

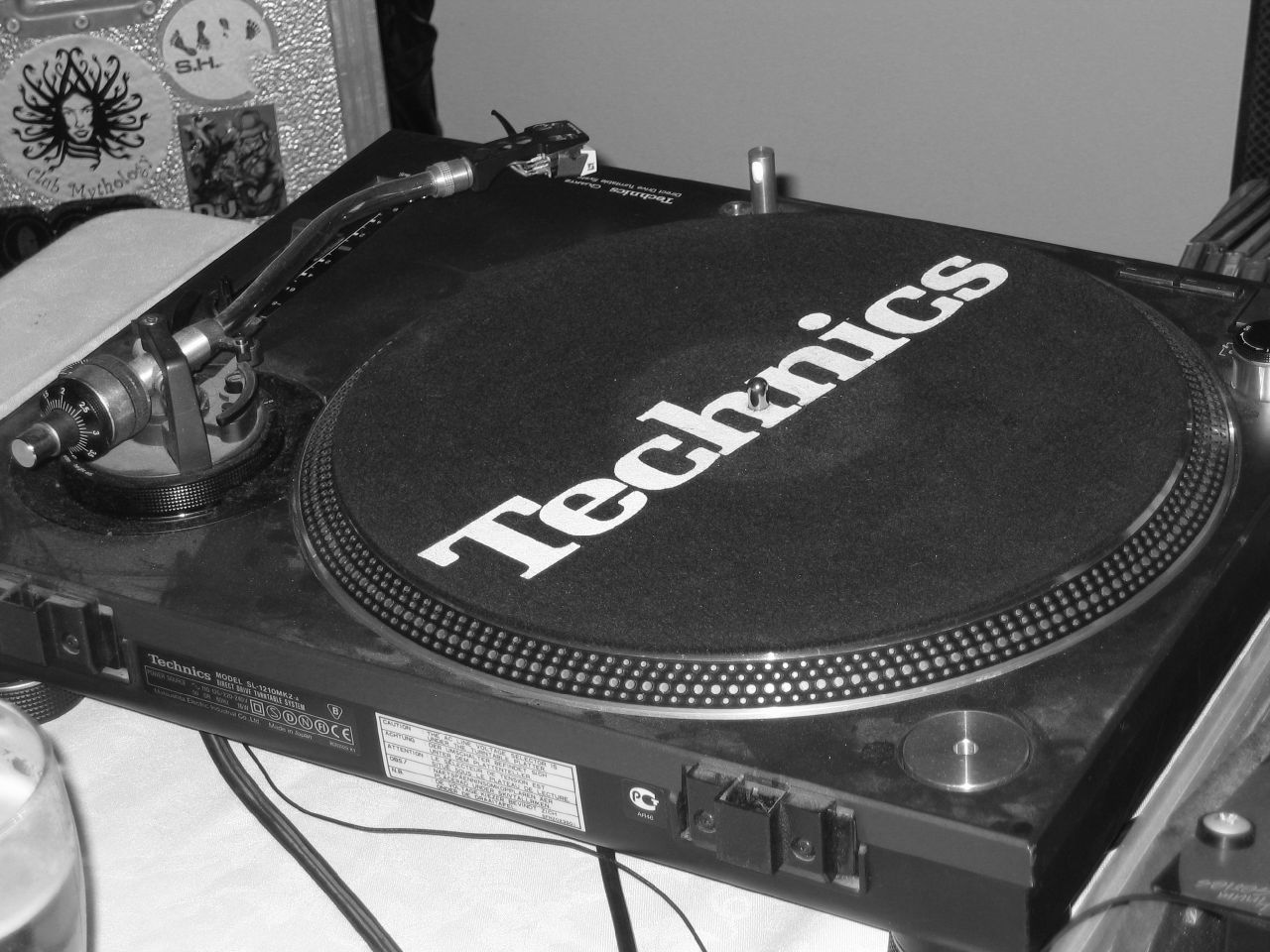
Plattenspieler mit bedruckter Slipmat.

Als Slipmat (engl. ‚Rutschmatte‘) wird eine kreisrunde Matte aus Filz oder Neopren bezeichnet, die das Scratchen und Beatmatching von Vinyl-Schallplatten ermöglicht. Die Scheibe mit einem üblichen Durchmesser von 30 cm ist in der Mitte mit einem Loch versehen und kann so einfach mit der üblicherweise aus Gummi bestehenden Plattentellerauflage ausgetauscht werden. 
Die Slipmat verringert die Reibung einer aufliegenden Schallplatte auf dem sich drehenden Plattenteller. Dadurch wird das ruckartige Bewegen der Platte mit der Hand erleichtert und diverse Hip-Hop-Musik-Techniken wie Scratchen, Backspin oder Beat Juggling erst ermöglicht. Ohne die Matte würden die Schallplatten zerkratzt werden.
Meistens wird zusätzlich ein kreisrunder Papierzuschnitt (Backpapier oder Vinylhülleninlet) zwischen Slipmat und Plattenteller gelegt, um die Reibung so weit zu minimieren, dass man die Platte gegen die Drehrichtung des Plattenspielers „wirbeln“ kann. So wird die Wirkung der Slipmat um ein Vielfaches verstärkt.